# 红砾山组
红砾山组是位于中国新疆和布克赛尔县一带的上白垩世地层，1955年由地质部631石油普查队唐克义等人命名。该地层以灰白色石英粗砂岩、砂岩、砾岩为主，间夹棕色、棕黄色砂质泥岩等。